# Marco Barba

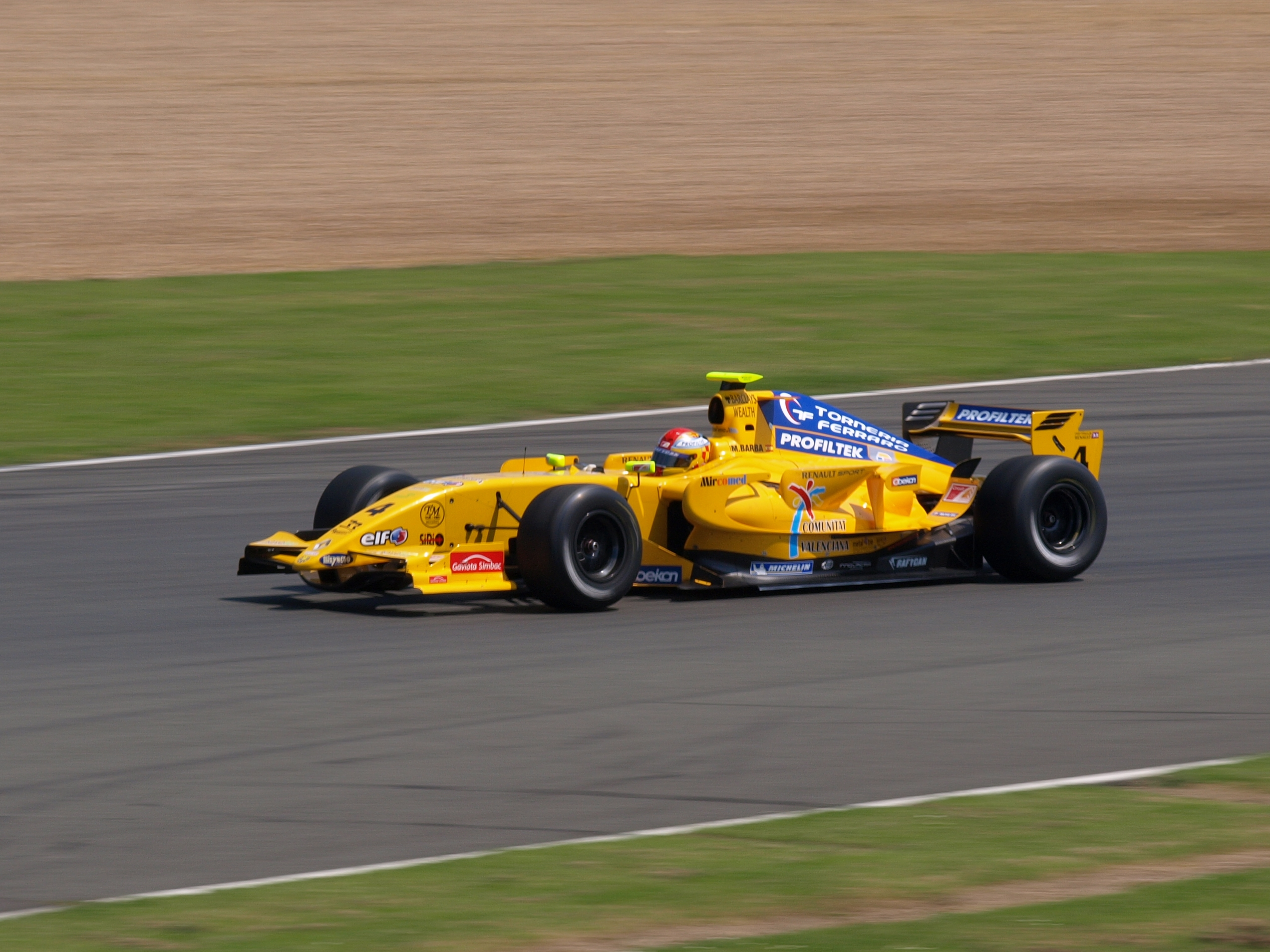
Barba in actie op Silverstone (2008)

Marco Antonio Barba López (Sevilla, 10 november 1985) is een Spaans autocoureur, wiens broer Álvaro ook racet.
Barba begon zijn racecarrière in 2003 in de Spaanse Formule Junior 1600, waarbij hij een podium en twee polepositions behaalde om het jaar als 12e te eindigen. Hij bleef in 2004 ook in dit kampioenschap, waarbij hij acht podia, waarvan zes overwinningen, behaalde, om als tweede achter huidig GP2-coureur Michael Herck te eindigen. Hij nam dat jaar ook deel aan drie races in het Spaanse Formule 3-kampioenschap.
In 2005 stapte Barba fulltime over naar de Spaanse Formule 3 voor het team Campos Racing waarbij hij deelneemt aan de Copa de España-klasse voor een oudere generatie auto's met een chassis van Dallara. Tijdens het jaar behaalde hij 9 podiums in zijn klasse, waaronder 2 overwinningen en eindigde als derde in de stand achter teamgenoot Arturo Llobell. In het totaalkampioenschap eindigde hij als tiende. Hij nam ook deel aan twee races in het Italiaanse Formule 3-kampioenschap voor Team Ghinzani. Ondanks dat hij in slechts twee races deelnam, behaalde hij genoeg punten om als 10e in het kampioenschap aan te komen.
In 2006 stapte hij op naar de hoofdklasse van de Spaanse Formule 3 voor Campos Racing, waarin hij vijf podiumplaatsen, inclusief een overwinning, behaalde om als 7e in het kampioenschap over de eindstreep te gaan. Barba nam ook deel aan de laatste zes races van de Formule Renault 3.5 Series voor het team Jenzer Motorsport naast zijn broer Álvaro. Hij wist geen punten te scoren.
In 2007 bleef hij in de Spaanse Formule 3, maar ging nu rijden voor verdedigend kampioen TEC Auto. Tijdens het seizoen behaalde hij negen podia, inclusief drie overwinningen, waarmee hij als tweede achter teamgenoot Máximo Cortés eindigde, waarbij hij de titel verloor op slechts vier punten.
Barba promoveerde naar de Formule Renault 3.5 in 2008, waarbij hij voor Draco Racing ging rijden naast nog een debutant, Bertrand Baguette. Alhoewel hij geen podiumplaatsen kon pakken, eindigde hij in negen races in de punten en werd 14e in de eindstand.
Barba bleef in 2009 in de Formule Renault 3.5, en nog steeds met Baguette. Draco behaalde het constructeurskampioenschap en Baguette veroverde ook het coureurskampioenschap. Barba eindigde als negende met als beste resultaat twee keer een tweede plaats, beiden op de Hungaroring.
In 2010 verving Barba de Zwitser Simon Trummer in de Hongaarse ronde in de GP3 Series, ook op de Hungaroring. Hij behaalde slechts een negentiende plaats in de sprintrace en viel uit in de hoofdrace.